# Cetonuria
La cetonuria es una alteración metabólica caracterizada por una alta concentración de cuerpos cetónicos en la orina. Varias enfermedades pueden producir una cetonuria, en especial aquellas que producen cuerpos cetónicos como resultado del uso de vías alternas de energía metabólica. Se ve cetonuria en la inanición o, con mayor frecuencia, en la diabetes mellitus descompensada. La producción de cuerpos cetónicos es una respuesta normal a un déficit de glucosa. Una cetonuria puede verse en estados de acidosis metabólica llamada cetoacidosis.

## Fisiopatología
- En personas no diabéticas, la cetonuria puede ocurrir durante enfermedades agudas o intenso estrés. Aproximadamente el 15% de los pacientes hospitalizados pueden tener cetonuria, aun sin ser diabéticos. En pacientes no diabéticos, la cetonuria refleja una reducción en el metabolismo de los carbohidratos y un metabolismo excesivo de los ácidos grasos.

- En pacientes diabéticos, los cuerpos cetónicos en la orina indican que el paciente no está adecuadamente controlado y que se deben hacer ajustes a su terapia medicamentosa, su dieta o su ejercicio físico.

## Causas
Las principales causas de cetonuria incluyen:
- Trastornos metabólicos como la diabetes, glucosuria renal o enfermedad del almacenamiento del glucógeno
- Alteraciones dietéticas como la inanición, el ayuno, las dietas altas en proteínas o bajas en carbohidratos, los vómitos prolongados o la anorexia;
- Trastornos en los que el metabolismo basal se ve aumentado, como en el hipertiroidismo, la fiebre, el embarazo o la lactancia materna.

## Dieta Cetogenica
La cetonuria es también resultado del estilo de vida llamado dieta cetogenica o popularmente conocida como "Keto". En este estilo de vida, en donde las personas que voluntariamente la ejercen entra en un estado fisiológico llamado la cetosis, esta es una situación metabólica del organismo originada por un déficit en el aporte de carbohidratos, lo que induce el catabolismo de las grasas a fin de obtener energía, generando unos compuestos denominados cuerpos cetónicos, los cuales descomponen las grasas en cadenas más cortas, generando acetoacetato que es usado como energía por el cerebro (en estados de ayuno aporta el 75 % de la energía) y el resto de los órganos del cuerpo humano. De esta manera, el cuerpo deja de utilizar como fuente primaria de energía los glúcidos, sustituyéndolos por las grasas.
En estado de cetosis el cuerpo es capaz de oxidar grasas fácilmente, incluyendo las reservas propias del individuo. 
En personas que toman los resguardos adecuados como manejar bien sus macro y micro nutrientes, su balance de electrolitos, una suficiente suplemententación vitamínica, una vida sana con ejercicios y que se asesoran medicamente de forma regular, no existe hasta el día de hoy evidencia clínica y empírica que pruebe que este estilo de vida pueda generar más perjuicios que las dietas populares.